# Велько Бірманчевич
Велько Бірманчевич (серб. Вељко Бирманчевић, нар. 5 березня 1998, Шабаць, Сербія) — сербський футболіст, вінгер французького клубу «Тулуза» та національної збірної Сербії. На умовах оренди грає за «Спарту» (Прага).

## Ігрова кар'єра

### Клубна
Велько Бірманчевич є вихованцем столичного клубу «Партизан». У лютому 2016 року футболіст дебютував на дорослому рівні. В тому ж сезоні разом з командою Бірманчевич став переможцем Кубка Сербії. Але в подальшому не маючи постійного місця в основі «Партизана», Бірманчевич був відправлений в оренду. Він грав у сербських клубах «Телеоптик» та «Рад». Після сезону оренди у клубі «Чукарички», влітку 2019 року футболіст підписав з клубом повноцінний контракт.
Перед початком сезону 2021 року Бірманчевич перейшов до стану клубу Аллсвенскан «Мальме». З яким виграв чемпіонат та Кубок Швеції.
У літнє трансферне вікно Велько Бірманчевич перебрався до французької «Тулуза».
У червні 2023 року був орендований празькою «Спартою» до кінця сезону з опцією викупу.

### Збірна
25 січня 2021 року у товариському матчі проти команди Домініканської Республіки Велько Бірманчевич дебютував у складі національної збірної Сербії.

## Титули
Партизан
 Володар Кубка Сербії: 2015/16
Мальме
 Чемпіон Швеції: 2021
 Володар Кубка Швеції: 2021/22
Спарта (Прага)
 Володар Кубка Чехії: 2023/24
Особисті досягнення
- Прорив року Аллсвенскан: 2021[8]